# Clematis 'Markham's Pink'
Clematis 'Markham's Pink' — мелкоцветковый сорт клематиса (ломоноса). Используется в качестве вьющегося декоративного садового растения.

## Описание сорта
Диплоид.
Высота 2—2,5 метра.
Листья сложные, состоят из 9 листочков имеющих пильчатый край.
Цветки махровые, пониклые, колокольчатые, 5—8 см в диаметре. Листочки околоцветника ярко-розового цвета, 4,5—6 см длиной, на конце заострённые. 
Стаминодии белые с розовым.
Тычинки кремовые.
Сроки цветения: апрель — май.

## Агротехника
Местоположение: солнце или полутень (на солнце цветки лучше окрашены). Почвы хорошо дренированные, богатые органикой. 
Группа обрезки: 1 (не нуждается в обрезке). Формирующая обрезка при необходимости осуществляется сразу после окончания цветения.
Зона морозостойкости: 3b—9b.
В качестве опоры рекомендуются невысокие деревья и кустарники. Может выращиваться в контейнерах. Рекомендуется для небольших садов.